# Øvre-Pasvik-Nationalpark
Der Øvre-Pasvik-Nationalpark (norwegisch: Øvre Pasvik nasjonalpark, samisch: Báhčaveaji álbmotmeahcci) ist ein norwegischer Nationalpark in der Gemeinde Sør-Varanger, in der Provinz Finnmark. Er wurde 1970 gegründet und 2003 erweitert und umfasst heute ein geschütztes Gebiet von 119 km². Er liegt zudem am Dreiländereck Norwegen-Finnland-Russland und hat die Funktion, „das große, weitestgehend unberührte Nadelwaldgebiet mit seiner unverwechselbaren und abwechslungsreichen Artenvielfalt und dem kulturellen Erbe zu erhalten und zu schützen“.
Der Nationalpark grenzt an das Øvre-Pasvik Naturschutzgebiet, Pasvik Naturreservat und Gjøkvassneset Naturreservat. Auf finnischer Seite grenzt er an das Vätsäri Wildnisgebiet in Enare (finnisch Inari) und auf russischer Seite an das Pasvik Naturschutzgebiet in Petschenga. Unter dem Namen Pasvik-Enare gibt es ein gemeinsames Forschungs- und Tourismusprojekt, an dem der Nationalpark, das Vätsäri Wildnisgebiet und das Pasvik Naturschutzgebiet beteiligt sind.

## Geographie und Landschaft
Der Nationalpark bildet einen Ausläufer der sibirischen Taiga. Die Landschaft ist von Feuchtgebieten und lichten Kiefernwäldern geprägt, durchsetzt von zahlreichen Seen und zwei Flüssen. Etwa ein Viertel der Fläche ist Wasser.
Die Böden sind meist nährstoffarm, was unter anderem auch an der vorherrschenden Gesteinsart Gneis liegt. Das Klima ist kontinental geprägt, mit wenig Regen und kalten, trockenen Wintern.

## Flora und Fauna
Der Nationalpark ist zur Hälfte mit Kiefernwald bedeckt. Birken finden sich nur vereinzelt unter den Kiefern. Im Ostteil des Parks am Ufer des Ødevatn steht eine einzelne Fichte. Der Kiefernwald entlang der finnischen und russischen Grenze ist einer der größten ursprünglichen Wälder Norwegens. Einige taigatypische Pflanzenarten, die in Norwegen sonst nicht oder nur selten vorkommen, sind hier heimisch. Dazu zählen der Sumpfporst, der Lappland-Hahnenfuß, das Sibirische Wollgras, die Heidelbeerweide und die Segge Carex laxa. Insgesamt wurden 190 verschiedene blühende Pflanzenarten gezählt.
Auch die Fauna umfasst zahlreiche sonst vor allem weiter im Osten heimische Arten, darunter Vögel wie den Unglückshäher, den Zwergsäger, den Seidenschwanz und den Hakengimpel. Die größten Säugetiere im Park sind der Braunbär, welcher hier auch die größte Dichte Norwegens aufweist, Vielfraß und Marderhund. Auch seltene Nagetiere wie die Lapplandspitzmaus und der Waldlemming leben im Park.

## Kulturerbe
Die ältesten Siedlungsreste im Nationalpark stammen aus der Steinzeit. Zwischen dem 6. und 19. Jahrhundert gab es auf dem Gebiet heutigen Parks samische Siedlungen, die jedoch durch Vertreibung der Samen durch norwegische Land- und Forstarbeiter aufgelöst wurden. Man fand auch mehrere Tiergräber im Øvre-Pasvik.

## Tourismus und Verwaltung
Durch die norwegische Regierung ist den Samen weiterhin die Rentierzucht und das nomadische Leben im Park gestattet.
Im Øvre-Pasvik gibt es zwar kaum befestigte Wege, dennoch eignet er sich relativ gut zum Wandern. Die fischreichen Gewässer sind auch beliebte Angelplätze. 

## Auswirkungen des Russisch-Ukrainischen Krieges
Vor Beginn des Russisch-Ukrainischen Krieges tauschten Wissenschaftler aus Norwegen, Finnland und Russland Informationen zu Vogelpopulationen und den Beständen von Braunbären miteinander aus. Es werden zwar noch immer Daten erhoben, der Austausch mit den russischen Wissenschaftlern wurde jedoch 2022 aus politischen Gründen vorerst eingestellt, während Norwegen und Finnland ihre Kooperation fortsetzen.